# 古交站
古交站，位于中华人民共和国山西省太原市古交市，是太岚铁路上的火车站，建于1979年，由中国铁路太原局集团管辖。

## 車站周邊
- 汾河
- 汾河公园
- 古交市人力资源和社会保障局
- 古交市汽车站
- 古交新王朝大酒店
- 古交七小
- 中国农业银行古交利民储蓄所
- 中国电信古交马兰滩营业厅
- 中国移动古交沟儿口营业厅
- 古交二中
- 古交时代广场
- 中国银行古交支行
- 古交市图书馆

## 歷史
- 建于1979年。

## 外部連結
- 中国铁路客户服务中心（页面存档备份，存于）